# Lioré et Olivier LeO H-6
Dimensions
Le Lioré et Olivier LeO H-6 est un hydravion à coque commercial biplan réalisé en France durant l'Entre-deux-guerres par le constructeur aéronautique Lioré et Olivier.